# Circolo Nautico Posillipo 1980
Questa voce raccoglie le informazioni riguardanti il Circolo Nautico Posillipo nelle competizioni ufficiali della stagione 1980.

## Stagione
Nella stagione 1980 il Posillipo partecipa al suo secondo campionato in massima serie, classificandosi all'8º posto.

## Rosa
| N° |                   | Ruolo | Giocatore           |
| -- | ----------------- | ----- | ------------------- |
|    | Italia (bandiera) | P     | Carlo Siena         |
|    | Italia (bandiera) |       | Stefano Postiglione |
|    | Italia (bandiera) |       | Sergio Pirone       |
|    | Italia (bandiera) |       | Gennaro Fiorillo    |
|    | Italia (bandiera) |       | Marco Postiglione   |
|    | Italia (bandiera) |       | Mario Fiorillo      |

| N° |                   | Ruolo | Giocatore        |
| -- | ----------------- | ----- | ---------------- |
|    | Italia (bandiera) |       | Vittorio Marsili |
|    | Italia (bandiera) |       | Claudio Palumbo  |
|    | Italia (bandiera) |       | Massimo Santoro  |
|    | Italia (bandiera) |       | Paolo Vigo       |
|    | Italia (bandiera) |       | Mauro Strassera  |